# 圣贡萨洛-杜阿米兰蒂
圣贡萨洛-杜阿米兰蒂是巴西塞阿拉州的一个市镇。总面积834.394平方公里，总人口40174人，人口密度48.1人/平方公里。